# Ole Henrik Moe
Ole Henrik Moe (11 de enero de 1920 - 29 de julio de 2013) fue un pianista, historiador del arte y crítico de arte noruego.
Nació en Lillehammer, y es hermano de la arqueóloga Anne Stine Ingstad. Durante la Segunda Guerra Mundial fue miembro de la organización de inteligencia XU. Fue detenido en octubre de 1942, y fue encarcelado en el campo de concentración de Sachsenhausen entre 1943-1945.
Fue director del Centro de Arte Henie-Onstad desde 1966 a 1989. Entre sus obras se encuentran Slekten Knagenhjelm og Kaupanger de 1960, y las biografías de Lars Hertervig e Inger Sitter. Fue nombrado caballero de primera clase de la Orden de San Olaf en 1980, y fue oficial de la Legión de Honor francesa. Fue galardonado con el Premio de las Artes del Consejo Honorario de Noruega en 1995. Murió en julio de 2013.